# Anna Breitenbach
Anna Breitenbach (* 1952 in Hessen) ist eine deutsche Autorin, Poetin und Performerin, die sich auch der Aktionskunst und der spartenübergreifenden Kunst widmet.

## Leben
Anna Breitenbach studierte in Göttingen und Tübingen Germanistik und Politikwissenschaft und besuchte die Deutsche Journalistenschule in München. Sie arbeitete journalistisch unter anderem für die Stuttgarter Zeitung und den Süddeutschen Rundfunk Stuttgart. 2000 erschien ihr erster Roman Fremde Leute, der 2001 mit dem Thaddäus-Troll-Preis ausgezeichnet wurde. Seit 2002 ist Anna Breitenbach Jurymitglied beim Literarischen Forum Oberschwaben. Ihr erster Gedichtband Feuer. Land erschien 2003. 2004–2008 war sie im Vorstand und in der Jury des Förderkreises für Schriftsteller in Baden-Württemberg. 2005 übernahm sie die Konzeption und Redaktion einer Reihe in der Eßlinger Zeitung Frische Gedichte, unveröffentlichte Gedichte deutschsprachiger Autoren. Ab 2005 folgten mehrere Performances, Wortaktionen und Ausstellungen. Seit 2009 tritt Anna Breitenbach auf Poetry Slams auf. 2011 Jahresaktion „Natürliches Dichten“ im Maillepark in Esslingen. 2012 „Guerilla Gardening“ ein Videofilm mit Booklet „transitions“ gemeinsam mit dem Fotografen und Videofilmer Werner Reichelt. Im gleichen Jahr Eröffnung des daWanda-Shops „poetry-works“. 2014 wurde eines ihrer Gedichte in der Reihe Lyrik am Vormittag von Bayern 2 vorgestellt.

## Publikationen
- Fremde Leute. Demand-Verlag, Waldburg 2000, ISBN 3-935093-06-3.
- Feuer.Land. Demand-Verlag, Waldburg 2003, ISBN 3-935093-28-4.
- steine. Steinkopf Druck, Stuttgart 2010, ISBN 978-3-00-031235-9.
- Guerrilla Gardening – transitions, Booklet zum Film, mit Werner Reichelt, Stuttgart 2012.
- nächste Kekse. Kalender mit Fotos, Rezepten, Gedichten, mit Anne Seubert. Würzburg 2013.
- KüchenKalender „für wo auch immer“. Gedichte von Anna Breitenbach, Illustrationen von Maren Profke, Stuttgart 2013.
- KüchenKalender II „für irgendwo hier“. Gedichte von Anna Breitenbach, Illustrationen von Maren Profke, Stuttgart 2016.
- Haus und Hof, Sachen, Leute. Brauchbare Gedichte. Verlag Klöpfer & Meyer, Tübingen 2016. ISBN 978-3-86351-520-1.
- Frauenbilder.Sichtfelder. Gedichte und Texte. Gatzanis Verlag, Stuttgart 2020, ISBN 978-3-948161-03-3.
- Love shots. Gedichte. Konkursbuch Verlag, 2022, ISBN 978-3-88769-332-9.
- Dichte Nähe. Körper, Wörter, Wirkstoffe. Konkursbuch Verlag, 2023, ISBN 978-3-88769-154-7
- Nach dem Absturz ist das Fleisch ganz weich. Frauengeschichten, unter uns erzählt. Konkursbuch Verlag, 2024, ISBN 978-3-88769-454-8.

## Ausstellungen
- 2007 holzwort wortholz anlässlich der 4. Stuttgarter Lyriknacht im Wilhelmspalais
- 2008 HolzSachen in der Stadtbücherei Esslingen
- 2016 Ausstellung poetischer Objekte und Lesung im Rahmen der LesArt in der Villa Nagel, Esslingen